# Amaury II. z Lusignanu
Almerich II. z Lusignanu (francouzsky Amaury II de Lusignan, 1145? – 1. dubna 1205) byl v letech 1194–1205 králem Kypru a od roku 1197 také králem Jeruzaléma. Jeho mladší bratr byl jeruzalémský král Guy z Lusignanu.

## Životopis
Rod Lusignanů se účastnil mnoha křížových výprav. Guy a Amaury byli syny Huga VIII. z Lusignanu, který se účastnil tažení do Svaté země v roce 1160. Poté, co byli bratři za vraždu Patrika ze Salisbury z rodného panství v Poitou vyhnáni akvitánským vévodou Richardem Lví srdce, tak Amaury v roce 1174 odjel do Palestiny a Guy se tam vydal o něco později. Amaury se v Jeruzalémě oženil s Eschivou, dcerou Balduina z Ibelinu a vstoupil do služeb Anežky z Courtenay, matky pozdějšího jeruzalémského krále Balduina IV. a jejího manžela, Reginalda ze Sidonu. Kronikář Ernoul, který straní Ibelinům tvrdí, že Amaury byl Anežčiným milencem, ale je pravděpodobnější, že Anežka a Balduin IV. se ho pokoušeli oddělit od vlivu rodiny jeho manželky. V roce 1179 byl jmenován jeruzalémským komisařem a o rok později se jeho bratr Guy oženil s ovdovělou jeruzalémskou princeznou Sibylou a začal uplatňovat své nároky na trůn.
Po katastrofální bitvě u Hattínu byl Amaury z Lusignanu spolu se svým bratrem a dalšími předními vůdci království zajat sultánem Saladinem. Po bratrově smrti v roce 1194 se Amaury po něm stal králem v novém křižáckém státě Kyperské království a po něm nastoupil na kyperský trůn jeho syn z prvního manželství s Eschivou z Ibelinu Hugo. Když v roce 1197 Eschiva zemřela, tak se Amaury oženil s jeruzalémskou královnou, vdovou po zavražděném Konrádovi z Montferratu Isabelou, čímž se v roce 1198 stal jeruzalémským králem.
V roce 1198 byl schopen vyjednat s muslimy pětileté příměří, kvůli zápasu mezi Saladinovými bratry a jeho syny o nástupnictví. Mír byl nakonec porušen útočnými nájezdy na obou stranách, ale už v roce 1204 byl sjednán znovu, tentokrát na šest let.
Amaury zemřel v roce 1205 na úplavici, hned po svém stejnojmenném synovi. Kyperským králem se tedy stal Amauryho syn Hugo, zatímco Jeruzalémské království získala Marie, dcera Isabely a jejího prvního manžela Konráda.